# Antoine Chantron
Antoine Chantron (?, 1771 - ?, 1842) foi um pintor francês.